# 巴生滨华中学
滨华中学（英語：Pin Hwa High School）是马来西亚61所民办的华文独立中学之一，也是巴生四所独中之一，位于雪兰莪州巴生，于1923年建校，该校的前身是当地华侨创建的夜校，从1923年建校算起，如今已有102年历史。

## 校史
1923年，巴生南部創辦一家華僑夜校，學生百餘人，是滨华中学的前身。1926年，该校遷巴生北區，改名“華僑學校”，分日夜學。1929年改為日校，學生30餘人。1937年，正式由吳福發建立为中学。1940年，因新建校舍，學生增至1200餘人。1947年开办初中，改称華僑中小學；校舍进一步扩建，學生增至1800餘人。1958年，该校小學接受马来亚联邦政府全部津貼，改稱為“華僑標準型華文小學”，中學部改稱“華僑中學”。1962年，该校為保留華文教學，拒絕改制成国民型华文中學，定名為“濱華中學”，增設高中部。1966年，該校三層樓校舍及禮堂建竣。 1988年筹集到450萬令吉的建设经费。1990年，该校五層樓教學大樓落成，由时任首相马哈迪·莫哈末剪綵開幕。其后陆续有新的设施开张。2013年，該校獲得了由马来西亚教育部颁发的五星級“私立學校品質標准證書”。

## 傑出校友
- 拿督潘健成，群联电子公司董事长兼总经理。